# Carleton (ancienne circonscription fédérale)
Pour les articles homonymes, voir Carleton.
Cette ancienne circonscription fédérale canadienne du Nouveau-Brunswick ne doit pas être confondue avec l'actuelle circonscription de Carleton située en Ontario.
Carleton est une ancienne circonscription électorale fédérale canadienne de la province du Nouveau-Brunswick, dont le représentant a siégé à la Chambre des communes de 1867 à 1914. 

## Histoire
Cette circonscription a été créée par l'Acte de l'Amérique du Nord britannique en 1867 et correspondait au Comté de Carleton. Elle faisait partie des 15 circonscriptions fédérales originelles et fut abolie en 1914 lorsqu'elle fusionna avec celle de Victoria pour former la nouvelle circonscription de Victoria—Carleton.

## Liste des députés successifs
Cette circonscription fut représentée par les députés suivants :
|  | Législature | Date élection     | Député                    | Profession  | Parti                |
|  | ----------- | ----------------- | ------------------------- | ----------- | -------------------- |
|  | 1re         | 7 août 1867       | Charles Connell           | Marchand    | Libéral              |
|  | 2e          | 20 juillet 1872   | Charles Connell           | Marchand    | Libéral              |
|  | 3e          | 22 janvier 1874   | Stephen Burpee Appleby    | Avocat      | Libéral              |
|  | 4e          | 17 septembre 1878 | George Heber Connell      | Marchand    | Indépendant          |
|  | ¹           | 16 février 1881   | David Irvine              | Agriculteur | Libéral              |
|  | 5e          | 20 juin 1882      | David Irvine              | Agriculteur | Libéral              |
|  | 6e          | 22 février 1887   | Frederick Harding Hale    | Marchand    | Libéral-conservateur |
|  | 7e          | 5 mars 1891       | Newton Ramsay Colter      | Médecin     | Libéral              |
|  | ²           | 6 avril 1892      | Newton Ramsay Colter      | Médecin     | Libéral              |
|  | 8e          | 23 juin 1896      | Frederick Harding Hale    | Marchand    | Libéral-conservateur |
|  | 9e          | 7 novembre 1900   | Frederick Harding Hale    | Marchand    | Libéral-conservateur |
|  | 10e         | 3 novembre 1904   | Frank Broadstreet Carvell | Avocat      | Libéral              |
|  | 11e         | 26 octobre 1908   | Frank Broadstreet Carvell | Avocat      | Libéral              |
|  | 12e         | 21 septembre 1911 | Frank Broadstreet Carvell | Avocat      | Libéral              |

¹ Élection partielle à la suite du décès de George Hebert Connell
² Élection partielle à la suite de l'annulation de l'élection précédente